# 乘鞍岳
乘鞍岳（日语：／ norikuradake）是日本飛驒山脈南部的一座山峰。乘鞍岳地处长野县和岐阜县交界，由朝日岳，摩利支天岳，富士见岳，屏风岳等23座山峰构成，最高峰剑峰标高海拔3，025.6米。乘鞍岳是日本中央分水岭的最高点，也是日本百名山之一。

## 概要
乘鞍岳是活火山，在日本的火山中高度仅次于富士山和御岳山。乘鞍岳因外观与马鞍相似而得名。乘鞍岳是成层火山，山顶火山口内有火山湖权现池。剑锋是距今9000多年前火山的爆发形成，最近一次爆发是在2000多年前的惠比岳附近，现在仍然能不断观察到火山活动的迹象。山脚有8个广大的平原，这里能观赏到一些稀有植物。秋天这里是看红叶的绝佳景点。
东京大学在摩利支天岳建有天文台，由于老化在2010年3月关闭。

## 乘鞍岳23峰
- 剑峰…主峰 3，026米
- 大日岳（だいにちだけ）…火山口外围 奥之院 3，014米
- 屏风岳（びょうぶだけ）…火山口外围 2，968米
- 药师岳（やくしだけ）…火山口外围 2，950米
- 雪山岳（せつざんだけ）…火山口外围 2，891米
- 水分岳（みくまりだけ）…火山口外围 2，896米
- 朝日岳（あさひだけ）…火山口外围 2，975米
- 蚕玉岳（こだまだけ）…火山口外围 2，979米
- 摩利支天岳（まりしてんだけ）…观察所 2，872米
- 不动岳（ふどうだけ）…2，875米
- 里见岳（さとみだけ）…2，824米
- 富士见岳（ふじみだけ）…2，817米
- 惠比寿岳（えびすだけ）…2，831米
- 魔王岳（まおうだけ）…2，760米
- 大黒岳（だいこくだけ）…2，772米
- 大丹生岳（おおにゅうだけ）…2，698米
- 乌帽子岳（えぼしだけ）…2，692米
- 四岳…2，751米
- 猫岳…2，581米
- 大崩山（おおくえやま）…2，523米
- 硫黄岳（いおうだけ）…2，554米
- 十石山（じゅっこくやま）…2，525米
- 安房山（あぼうさん）…2，220米

### 其他山峰
- 高天原（たかまがはら）…2，829米
- 金山岩（かなやまいわ）…2，532米

## 登山
在日本高度3，000米以上的山中属非常容易攀登，但登山步道由火山碎屑坡構成，最好還是要穿著登山鞋比較安全。乘车从岐阜县5号公路或长野县84号公路到2，700米的叠平停车场后可徒步上山。近年为了自然保护和防止旅游季节拥堵发生，游客必须在山脚下车换乘当地的环保巴士到叠平停车场。

### 岐阜县
- 岐阜县5号公路平汤峠
  - 换乘停车场：平汤温泉，朴之木平停车场

- 长野县84号公路三本瀑
  - 换乘停车场：乘鞍高原第1，2，3停车场，三本瀑停车场

### 山小屋

乘鞍肩之小屋

- 乘鞍肩之小屋
- 白云庄
- 乘鞍岳顶上小屋（小卖部）
- 位原山庄

### 旅馆
叠平有旅馆可供住宿。
- 乘鞍山顶银岭庄
- 乘鞍岳山顶乘鞍山庄

## 脚注
1. ↑  . 国土地理院.   [2016-09-08]. （原始内容存档于2019-01-07）.